# Luis Galve
Luis Galve Raso (Zaragoza, 10 de marzo de 1908 - ibid., 4 de febrero de 1995) fue un pianista español.
Inició de muy pequeño los estudios musicales y a los cinco años de edad ya daba conciertos interpretando de memoria sonatas de Clementi y Mozart, así como pequeñas piezas de Albéniz. Se trasladó a Madrid, donde estudió en el Conservatorio con José Balsa, acabando la carrera solo con doce años de edad. Marchó entonces hacia París donde estudió con Isidor Philipp del que fue un discípulo predilecto.
A partir de entonces fue solista de las más importantes orquestas europeas y americanas, actuando bajo la batuta de los más prestigiosos directores de su tiempo. Fueron trascendentales por su carrera concertística sus triunfos logrados con la Orquesta de cámara de Berlín, interpretando preferentemente autores barrocos y clásicos vieneses. Residió en los Estados Unidos donde se vinculó estrechamente con los ambientes musicales de aquel país, donde coincidió con el maestro Pau Casals al que acompañó en algún concierto, y donde se lo consideraba como uno de los intérpretes máximos de su tiempo. Más tarde trasladó su residencia de nuevo a París, donde repitió sus triunfales conciertos, confirmándose cómo uno de los intérpretes europeos del mayor relieve artístico.
Hijo predilecto de su ciudad natal y Medalla de Oro de la ciudad, lleva su nombre una sala del Auditorio de la capital, del que fue alumno. Entre las muchas distinciones nacionales y extranjeras que recibió al larga de su dilatada vida artística destacan, el premio Nacional de Música y el premio Aragón de las Artes y la Cree Orden Civil de Alfons X el Sabio. Fue Académico de Honor de la Real Academia de San Luís de Zaragoza y correspondiente de las de Valencia y Toledo, miembro del patronato de la Fundación Isaac Albeniz y de Ibercaja.